# بروكالسيتونين
هو ببتيد ابتدائي لهرمون الكالسيتونين الذي يلعب دوراً هاماً في توازن الكالسيوم داخل الجسم. تم التعرف على البروكالسيتونين لأول مرة من قبل ليونارد ج. ديفتوس وبرنارد أ. روس في سبعينيات القرن الماضي، حيث أنه يتألف من 116 حمض أميني يتم تصنيعهم بواسطة الخلايا داخل الجزيئية (الخلايا c) في الغدة الدرقية والخلايا الصماء في الرئة والأمعاء.
يكون مستوى البروكالسيتونين في دم الأشخاص الأصحاء أقل من المستوى الذي يمكن فيه الكشف عنه حيث لا يزيد عن (0.01 ميكروغرام/ لتر)، بينما يرتفع مستواه في الدم عند وجود تحفيز التهابي خاصةً عندما يكون مصدره بكتيري، وفي هذه الحالة يتم إنتاجه بواسطة الرئة والأمعاء، ولا يرتفع مستوى البروكالسيتونين بشكل واضح عند وجود التهاب فيروسي أو التهاب غير معدي.
كذلك يمكن أن يرتفع مستواه إلى (100 ميكروغرام / لتر) عند حدوث عدوى حادة بسبب التغيرات التي تحدث في الجسم استجابة لتلك العدوى ويظل مرتفعاً في الدم لفترة نصف العمر والتي تتراوح بين 25-30 ساعة.
ومن الجدير بالذكر أن مستويات البروكالسيتونين المرتفعة بالدم أثناء وجود عدوى لا يتبعها زيادة موازية في مستويات الكالسيتونين أو انخفاض مستوى الكالسيوم في الدم.

## الإستخدامات الطبية

### تعفن الدم
يمكن استخدام قياس البروكالسيتونين للتعرف على الإنتان الشديد الناتج عن البكتيريا ويتناسب مستواه في الدم عموماً مع درجة الإنتان، وعلى الرغم من أن مستواه في الدم منخفض جداً إلا أنه يتمتع بحساسية مرتفعة (85%) وتمييز خاص (91%) مما يؤهله لإيجاد الفرق بين المرضى الذين يعانون من متلازمة الاستجابة النظامية للالتهاب والمرضى الذين يعانون من الإنتان.
كما تظهر الأدلة أن البروكالسيتونين يمكنه أن يقلل من مستويات المضادات الحيوية الغير ضرورية في دم المرضى الذين يعانون من عدوى الجهاز التنفسي السفلي.
ولذلك يستخدم البروكالسيتونين حالياً على نطاق واسع في البيئات الطبية.
وأفادت التحليلات أنه يتمتع بحساسية (76%) وتمييز خاص (70%) تجاه حالات جرثومة الدم.

### علاج الالتهاب الرئوي
وجدت تجربة عشوائية عنقودية أن مستوى البروكالسيتونين يمكن أن يساعد في توجيه العلاج بالمضادات الحيوية، حيث أنه في هذه التجربة «بناءاً على مستويات البروكالسيتونين في الدم كان إعطاء المضادات الحيوية غير مشجعاً عند مستويات (أقل من 0.1 ميكروغرام / لتر أو أقل من 0.25 ميكروغرام / لتر) بينما كان مشجعاً عند مستويات (≥ 0.5 ميكروغرام / لتر أو ≥0.25 ميكروغرام / لتر)». ومع ذلك فقد أكدت دراسة غير عشوائية سابقة أن قيمة البروكالسيتونين في علاج الإلتهاب الرئوي محدودة للغاية.
قد تكون مستويات البروكالسيتونين مهمة للتمييز بين الالتهابات البكتيرية والعدوى الغير بكتيرية، وقد أظهرت التجارب من 2008-2009م أنه قد يساعد في العلاج وتقليل استخدام المضادات الحيوية، مما يساعد على توفير ميزانية المضادات الحيوية.

### أمراض الكلى
غالباً ما يكون المرضى الذين يعانون من أمراض كلوية مزمنة أو مرض كلوي في نهاي مراحله في خطر أكبر للإصابة بالالتهابات، وقد تمت دراسة تأثير البروكالسيتونين على هؤلاء المرضى والذين عادةً ما يكون لديهم مستويات مرتفع منه، يمكن أن يتم تنقية البروكالسيتونين ولذلك فإن مستواه في الدم يعتمد على وقت غسيل الكلى للمريض.

## البحث
تحفز الجرعات الزائدة أو المفرطة من الأمفيتامين التهاب عام في الجسم، في هذه الحالة ودون وجود عدوى بكتيرية ترتفع مستويات البروكالسيتونين بشكل ملحوظ.

## وصلات خارجية
- Procalcitonin - web site of the manufacturer of the PCT assay.
- Procalcitonin at Lab Tests Online
- Procalcitonin: analyte monograph - The Association for Clinical Biochemistry and Laboratory Medicine